# Supervivencia del más apto

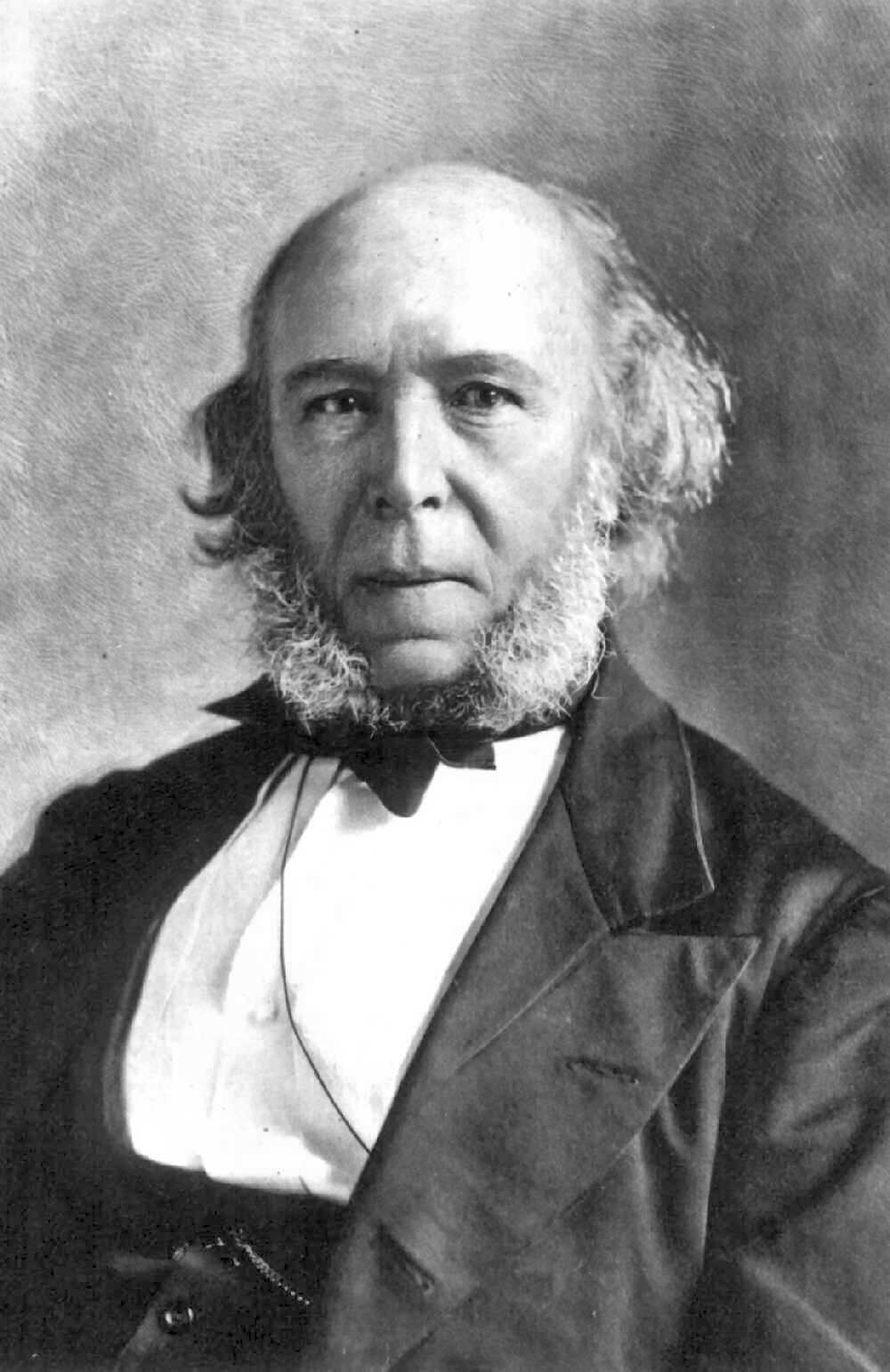
Herbert Spencer

La «supervivencia del más apto»  es una frase propia de la teoría evolutiva de Charles Darwin y el darwinismo social, como una descripción alternativa de la selección natural. En su sentido esencial, se refiere a la supervivencia de ciertos rasgos sobre otros que se reproducen en las siguientes generaciones, mientras que los otros rasgos tienden a desaparecer. El concepto fue acuñado por Herbert Spencer y retomado por Charles Darwin.
Diversos autores consideran que la frase se ha usado en contextos que no son compatibles con el significado original, aunque otros señalan que desde el principio contenía una connotación social negativa que incitaba la supremacía de una raza o de una especie sobre otra.

## Historia del término
Originalmente fue acuñada por Herbert Spencer  en sus Principios de Biología (1864), después de haber leído el libro de Charles Darwin El origen de las especies. Spencer estableció un paralelismo entre sus propias teorías económicas y la teoría de la evolución; y escribió:

"Esta supervivencia del más apto, que aquí busco expresar en términos mecánicos, es la que el Sr. Darwin ha llamado "selección natural", o la preservación de las razas favorecidas en la supervivencia".

Darwin utilizó por primera vez la frase "la supervivencia del más apto" en la 5a edición de El origen de las especies, publicada en 1869. En la introducción de la edición, Darwin escribió:

"He dicho que este principio, por el cual hay una pequeña variación, si es útil, se conserva, por el término selección natural, con el fin de señalar su relación con el poder de selección del hombre. Pero la expresión utilizada a menudo por el Sr. Herbert Spencer de la supervivencia del más apto es más exacta, y es a veces igualmente conveniente".
 Charles Darwin

En "El hombre contra el Estado", Spencer utilizó la frase en una posdata para justificar una explicación plausible de por qué sus teorías no serían aprobadas por "sociedades de tipo militar". Él usa el término en el contexto de las sociedades en guerra, y la forma en que hace su referencia sugiere que él la está aplicando como un principio general: 

"Así, por la supervivencia del más apto, el tipo militar de sociedad se caracteriza por la profunda confianza en el poder de gobierno, aunado a una presentación de lealtad que causa sumisión en todos los asuntos que se traten".

A Herbert Spencer se le acredita como por el argumento de partida del darwinismo social. La frase "la supervivencia del más apto" ha sido ampliamente utilizada en la literatura popular como un eslogan para cualquier tema relacionado o análogo de una filosofía de vida evolucionista. Así, se ha aplicado a los principios de la competencia desenfrenada, y ha sido ampliamente utilizada tanto por defensores, como por detractores del darwinismo social. Por ejemplo, el término también fue usado en una entrevista por Nikola Tesla en 1937, cuando se expresó a favor de la eugenesia y la imposición selectiva.

## Crítica

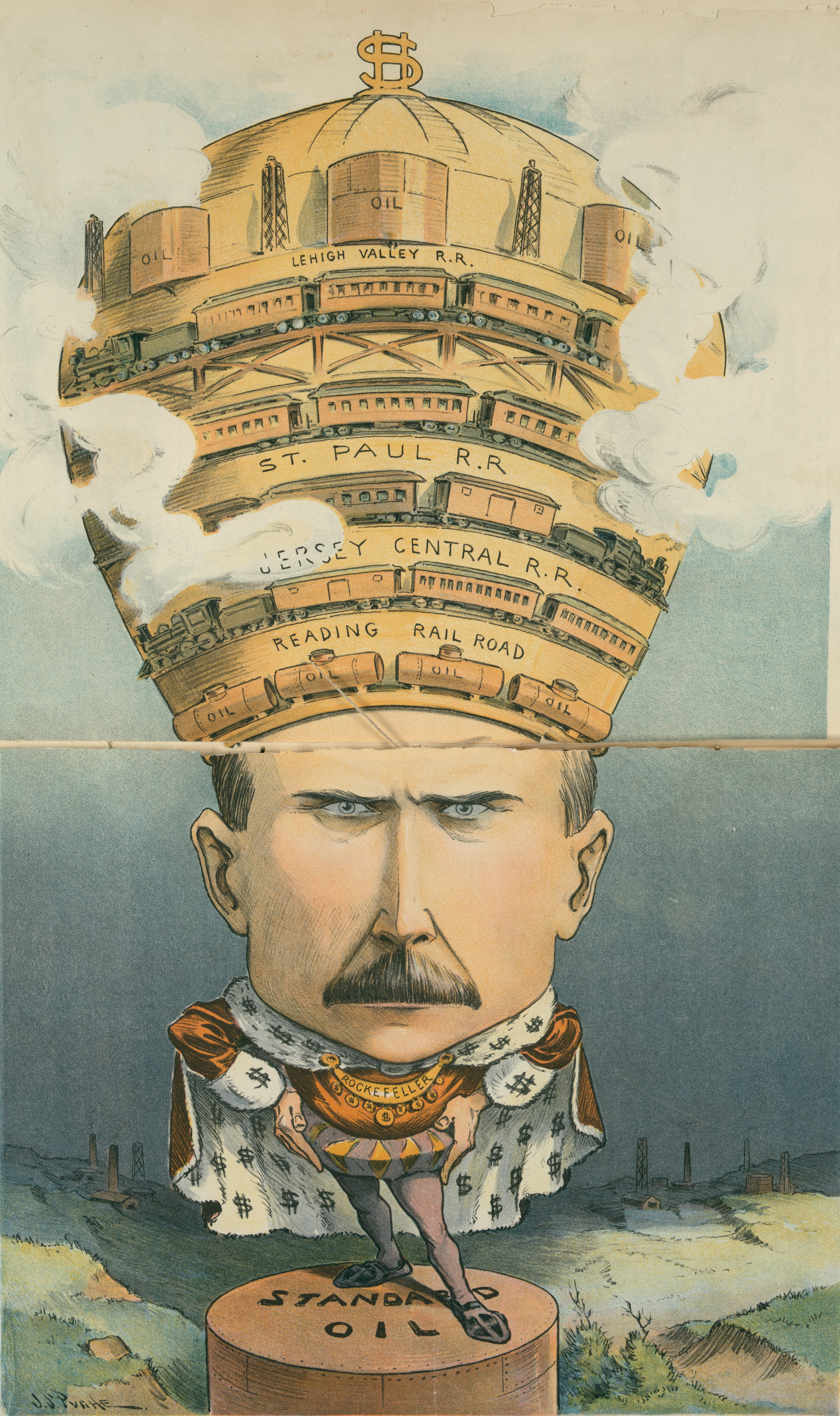
Caricatura de Rockefeller de 1901 en la revista Puck

La frase en cuestión haya usado como sinónimo de selección natural ha sido una crítica sociológica contra Darwin. Diversos críticos del darwinismo han argumentado que la idea de "supervivencia del más apto" ha proporcionado un argumento de justificación para el comportamiento que atenta contra la moral, estableciendo normas en perjuicio de los considerados "débiles". También se ha señalado que la idea de "la supervivencia del más apto" para los darwinistas sociales ha implicado el maltrato o discriminación a los "débiles" como una medida eugenésica en favor de los más "fuertes". Otra crítica afirma que idea de "la supervivencia del más apto" fue interpretada por los países neoimperialistas y capitalistas desde fines del siglo XIX como "un precepto ético que autorizó la feroz competencia económica" y llevó a que el darwinismo social impulsara y justificara las ideologías de laissez-faire, de guerra y de racismo.
Otros intérpretes consideran que la traducción más correcta sería “supervivencia del más adaptado”.[cita requerida] El concepto de apto tiene en castellano una connotación positiva,[cita requerida] pero la frase se ha usado como fundamento de teorías discriminatorias que apelaban a la "supervivencia del más fuerte". 
Entre uno de los personajes que incorporaron esta ideología aplicada al capitalismo, se puede citar al magnate John D. Rockefeller, quien dijo: 

"El crecimiento de un gran negocio es simplemente la supervivencia del más apto"